# أسامة الرمضاني
أسامة الرمضاني هو وزير إعلام تونسي سابق. أوقف في 25 سبتمبر للتحقيق معه.